# 德裔阿根廷人
德裔阿根廷人（德語：  Deutschargentinier）指的是拥有德国血统的阿根廷公民，他们的祖先从德国或者欧洲其他国家移民至阿根廷。一些德裔阿根廷人的最初定居地在巴西，之后才来到阿根廷。德国作为一个政治实体的历史很短，在1871年才成立，但在此前移民阿根廷的德裔人也因其种族特征、语言及文化而算作德裔阿根廷人。今日，阿根廷总人口中的第四大民族群体就是德裔，仅伏尔加德意志人这一个群体就有200多万人口。據統計有8%阿根廷人至少有一位來自德國或是伏爾加德裔人的祖先，德語亦是阿根廷的第五大語言。
德裔阿根廷人在阿根廷创办了霍特尔学校（Hölters Schule，位于布宜诺斯艾利斯省的巴列斯特尔镇的私立学校）等教育机构以及《阿根廷日报》（Argentinisches Tageblatt）等德语报纸。下列五个省份人口中的德裔比重最大（按从大至小的顺序排列）：科尔多瓦省、恩特雷里奥斯省、布宜诺斯艾利斯省、米西奥内斯省、拉潘帕省。

## 移民阿根廷的德国人
在1885年至一战爆发的这段时期中，300万欧洲移民涌入阿根廷，该国人口翻了一倍，移民中有大约10万名德语使用者。今日阿根廷人口中出现的德裔姓氏就部分源于在20世纪移民该国的德国人，这些姓氏也成了当今阿根廷人的传统姓氏中的一部分。阿根廷国内的德裔社群堪称庞大，在布宜诺斯艾利斯情况尤甚，德裔人在这里拥有自己的学校、医院、商店、剧院、体育俱乐部以及银行。很多直接从德国移民而来的德国人刚一进入阿根廷便融入了社会中上层，但在文化方面依然保有德裔独立性，为后代提供高质量德语教学，以确保一旦返回德国，他们不会因语言障碍而吃亏。
进入阿根廷的德裔移民潮主要分为五个阶段：1870年之前、1870-1914、1918-1933、1933-1940、1945年之后。在第一阶段中，移民阿根廷的德裔人口很少。出现在第一阶段中的阿根廷首个德裔聚居地名为“阿勒曼纳斯殖民地”（Colonias Alemanas，意为‘德国人殖民地’），于1827年建于布宜诺斯艾利斯省。“殖民地”是阿根廷移民历史中独有且明显的现象，但绝非只属于德裔。
在第二阶段中，阿根廷由于首都港口贸易活动骤增以及潘帕斯高原的小麦及牛肉产量上涨而迎来了大量外国移民。德裔人口在这段时期中在阿根廷成了气候，各种德裔社交俱乐部、德语学校以及报刊的出现便是明证。德裔移民虽来自欧洲各地，但很快便在阿根廷团结了起来，新的德裔阿根廷人身份认同由此形成，德语报纸《阿根廷日报》就是一个典型范例，该报纸由瑞士的德意志移民创办，但到了1930年代就成为了从纳粹德国逃亡而来的难民的主要交流平台。在第二阶段中，部分伏尔加德意志人也来到阿根廷，定居在多个省份。
在第三阶段中，更多德裔移民在第一次世界大战中的停滞时期过后继续来到阿根廷，在五大阶段中数量最多。背后原因可以归结为一战后的欧洲经济衰退以及美国、巴西越来越严格的移民制约。1923和1924年是历史上进入阿根廷的德裔移民数量最多的两年，每年大约有10000人。这一阶段格外有研究价值，老一辈德裔移民在阿根廷政府的同化政策下感到了文化危机的来临，新一代德裔移民的到来正好为阿根廷的德裔文化注入了新血液，上述德语报刊重获新生，其他新兴德裔文化场所及产品也纷纷出现。在1905-1933年间，阿根廷的德语学校数量从59升至176，其中的80%都位于布宜诺斯艾利斯省、米西奥内斯省以及恩特雷里奥斯省（1933年数据）。德语学校的学生数量也从1905年的3300人升至1933年的12900人。阿根廷全国的德裔人口中的一半都生活在布宜诺斯艾利斯省，因此该地区的德语学校也最多，其他省份的德裔殖民地的文化发展程度都较为落后。
在第四阶段中，阿根廷接纳了又一批德裔移民，其中最主要是受纳粹迫害的德裔犹太人，其他部分不赞同纳粹主义的德国人也在这一阶段移民阿根廷。共计45000名母语为德语的人在第四阶段中来到阿根廷，其中的一半都定居在布宜诺斯艾利斯省。从1933年到1945年，德裔人口占据了阿根廷接纳的总移民人数的28%，阿根廷的外国移民人口增幅在这一阶段呈下降趋势。《阿根廷日报》上曾刊登过两篇德语研究报告，主题分别是该阶段移民潮对阿根廷的影响以及该报在反纳粹德裔移民在阿根廷德裔群体中发出反法西斯呼声的过程中发挥的作用。
第五阶段发生在1946-1950年间，阿根廷总统胡安·庇隆为纳粹分子从欧洲逃跑开辟了一条路径，也就是历史上讲的“老鼠通道”（Ratlines）。在这一阶段，阿根廷外交官以及情报官在庇隆授意之下大肆怂恿纳粹及法西斯战犯移居本国。
在第二次世界大战后的这段时期里，德裔移民数量相对较少，他们对语言及文化的适应也持不同态度。纳粹分子及其家属在来到阿根廷后并不集中聚居，也不经常参与社会文化活动。而且，二战后出现的民族主义身份认同的削弱以及围绕德国人身份产生的污名也使得这批德裔移民较为情愿地接受了来自阿根廷的同化。在1946至1952年间，阿根廷接纳了12000名德裔移民。

## 移民阿根廷的伏尔加德意志人
1764-1767年间，约25000名德意志人应叶卡捷琳娜二世之邀移民俄罗斯帝国，在伏尔加河谷地区建立了104座定居点。一个世纪过后，帝俄政府颁布的新法废除了当年由叶卡捷琳娜二世赋予德裔移民的特权，俄国社会中对德裔的敌视情绪陡增，最先遭遇变革的是伏尔加河流域的地方德裔当局。1874年，俄国的新军事法案规定所有年满20岁的男性公民都要服6年的义务兵役，这对德裔移民来说是关乎民族信念与宗教信仰之存亡的大事。1880年代，俄国的德语学校在一点点地被帝俄政府摧残。
就在俄国剥夺先前赋予德裔移民的特权的同时，几个美洲国家向德国人抛出了与叶卡捷琳娜二世的优惠政策类似的邀请。伏尔加德意志人中的新教徒和天主教徒在沙皇出台义务兵役制度法令后不久便聚到一起，派出了跨越大西洋的使团，去到美国、阿根廷、巴西以及加拿大等国进行考察。
由于巴西和阿根廷的国家官方宗教是罗马天主教，伏尔加德意志人中的很多天主教徒都选择把新家安在南美洲。在南美，伏尔加德意志人中的天主教徒与新教徒的人口比例为7:1。而原本定居在俄国的伏尔加德意志人中，新教徒数量是天主教徒的两倍。因此，无论有多少关于伏尔加德意志移民被骗到南美或者因健康问题被美国拒绝入境的传闻流传于世，大量天主教伏尔加德意志人移居阿根廷和巴西都出于自愿。
在Andreas Basgall的引领下，在巴西的伏尔加德意志人于1877年12月开始移民阿根廷。1878年1月，这些人在布宜诺斯艾利斯省的伊诺霍（Hinojo）建立了第一个伏尔加德意志人殖民地。还有很多载有原计划前往巴西的伏尔加德意志人的轮船改道抵达阿根廷，船上的人最终定居在恩特雷里奥斯省的“阿尔维尔将军”（General Alvear）殖民地。在此后的几年中，又有更多伏尔加德意志人来到阿根廷，其中有些已在巴西居住了一段时间，还有些径直来自俄国。阿尔维尔将军殖民地在很长一段时间里都是阿根廷国内最大的伏尔加德意志人定居点，进入阿根廷的第一批伏尔加德意志人中的90%都安家于此。
1881年3月31日，阿根廷在恩特雷里奥斯省的阿尔维尔将军殖民地进行了首次针对伏尔加德意志人的人口普查。该殖民地下辖六个村庄，各村庄都有西语和德语两个名字。人口普查的内容涵盖了抵达时间（在1878年1月22日至1880年4月24日之间共有24批移民抵达） （页面存档备份，存于）、姓名、国籍、婚姻情况、年龄、文化程度。六个村庄中的五个都是天主教村庄，只有一个村庄的人口信奉新教信义宗（路德宗）。
以阿尔维尔将军殖民地和伊诺霍殖民地为第一站，伏尔加德意志移民开始了向阿根廷各地迁移的进程。目前依然有15个位于恩特雷里奥斯省的村庄由第一批伏尔加德意志人移民的后代所占据，其中的12个都是天主教村庄，另外三个为新教村庄。但大部分现代伏尔加德意志裔阿根廷人都居住在小城镇中，占据当地人口多数。从伊诺霍殖民地出发的移民基本都向西迁移了，他们的下一站是布宜诺斯艾利斯南部以及拉潘帕省，之后进而抵达了科尔多瓦省和查科省。在定居拉潘帕省的伏尔加德意志移民中，天主教徒自布宜诺斯艾利斯南部而来，新教徒自恩特雷里奥斯省而来，两拨人都在该省中建立了多个定居点。
伏尔加德意志移民在抵达阿根廷时只能重新建立家园，但依旧因获得了自由而格外高兴。跟那些留在俄国的同胞相比，他们后来要幸运得多，流放、饥荒（1921年、1933年）以及斯大林体系的暴政都没有落到他们头上。而且这些南美伏尔加德意志移民也从未被没收财产，他们的后代至今仍为自己所拥有的土地和家畜而感到自豪。从俄国移民阿根廷的德裔人潮在一战爆发前一直持续不断。恩特雷里奥斯省的克雷斯波殖民地（Crespo）以及布宜诺斯艾利斯省的苏亚雷斯上校殖民地（Coronel Suárez）是阿根廷国内最主要的伏尔加德意志人定居点，两地在现代已经发展成了城市，人口中的大部分依然是当年的移民的后代。今日，伏尔加德意志移民的后代已经遍及阿根廷全国，随着人口的繁衍，第一代定居者的后人面临财产分配压力，很多人只能离开原始定居点，去其他地方找工作。
阿根廷之所以能成为世界产粮大国，伏尔加德意志移民的劳作是其中不容忽视的一环。
今日，阿根廷国内的伏尔加德意志人后代已超过200万。

## 阿根廷与德国之间的历史关系
在德意志統一前，普魯士即於1824年向阿根廷派駐商貿代表，另外帝國自由城市的漢堡和法蘭克福亦隨即跟隨。阿根廷在1810年至1825年間經歷獨立戰爭，其後又有多年內戰直到1861年重新統一，普魯士則在1845年承認阿根廷的獨立。1857年德意志的關稅同盟是正式與阿根廷建立外交關係，被視為德阿邦交的開端。
由于国内有大量德裔移民，阿根廷与德国的外交关系一直比较密切。在德意志刚统一不久，德阿间就建立了繁荣的贸易关系，德意志聯邦在阿根廷经济中占有相当特殊的有利地位。此后，阿根廷在一战中为互为敌对国的德英兩方都提供过物资援助，在战后也一直与兩方保持着密切的经济往来。
阿根廷与普鲁士在军事方面的深切联系十分出名，布宜诺斯艾利斯的阿军总参谋部在两次世界大战中均因与德国的特殊关系而选择了保持中立。在19世纪末的阿根廷战略家们看来，与欧洲最强的战争机器之一德国站在同一边是明智之举。英国和美国在20世纪也都意识到了来自阿根廷国内数量庞大的德裔群体（约有25万人）的威胁，认为这些移民在战争中就是德国的海外力量。的确，阿根廷人当中有不少人都对纳粹德国持支持态度，背后的一大原因就是借德国之力反制英美对本国的影响。
1930年代時納粹德國的特務開始在阿根廷宣傳，在當地東北部許多德裔聚居的州份，親納粹德國氣氛濃烈。阿根廷在戰後，由親法西斯右翼的總統貝隆上台，五千多納粹黨員逃到阿根廷，以避開審判。阿根廷政府是为前党卫军军官从德国出逃南美建立了秘密路线（也就是所谓的ODESSA网络），不少前纳粹官员都移民阿根廷躲避追捕，有些人依旧使用真实身份，有些人则拿到了新身份证件。潜逃阿根廷的著名纳粹分子有党卫队上級突擊隊大隊領袖阿道夫·艾希曼、犯下反人类罪行的集中营医生約瑟夫·門格勒以及艾瑞伯特·海姆、党卫队高级突击队领袖（上尉）埃里希·普里布克、党卫队上级突击队领袖（中尉）爱德华·罗施曼（Eduard Roschmann）以及党卫队集团领袖（中将）鲁道夫·冯·埃文斯列本（Ludolf von Alvensleben）等人。

## 阿根廷文化中的德国元素

### 饮食
阿根廷饮食中也能见到德国元素，“Achtzig Schlag”蛋糕在阿根廷被称作“Torta Ochenta Golpes”，在一些蛋糕房就能买到。阿根廷主流饮食中还有德裔移民带来的德式酸菜（西语名称：chucrut）以及各种德國油煎香腸。

### 语言
今日，由于已过了一百余年，大多数德裔阿根廷人都已不再使用德语，连在家中也是如此。但有人估计约有180万没有德国血统的阿根廷人多少懂得一些德语。阿根廷全国各地依然存在不少德语使用者，部分德裔阿根廷人也仍旧会说德语 （页面存档备份，存于），国际贸易往来也使得德语在阿根廷屡屡出现。目前，德语是阿根廷的第五大语言。

## 基尔梅斯
阿根廷啤酒品牌基尔梅斯啤酒（Cerveza Quilmes）的创始人Otto Bemberg就是德国移民，酒厂于1888年在布宜诺斯艾利斯省的基尔梅斯成立。Otto的曾孙女María Luisa Bemberg在于1995年去世前一直掌管企业，他的儿子Carlos Miguens Bemberg自1989年起担任公司经理，后于2006年5月17日卸任。

## 圣卡洛斯-德巴里洛切
此地与其他很多有德裔移民定居的阿根廷城市一样，都在发展过程中受到了很大的德国影响，这里有不少具有阿尔卑斯特色的房屋（Chalet）都是德国、瑞士以及奥地利移民建成的。城市的名字源于德裔智利人Carlos Weiderhold，他从智利城市奥索尔诺移居而来，目前这里是阿根廷的一大旅游胜地。

## 備註
1. ↑  德國人每提起阿根廷，必想起這不光彩的一頁，還有阿根廷曾包庇納粹分子。另關於希特勒為人熟悉的一個傳說是希沒有死掉，而是戰後隱姓埋名於阿根廷終老的